# Huta Żelechowska
Huta Żelechowska es un pueblo de Polonia, en Mazovia. Se encuentra en el distrito (Gmina) de Żelechów, perteneciente al condado (Powiat) de Garwolin. Se encuentra aproximadamente a 22 km al norte de Żelechów, 23 km al noreste de Garwolin, y a 69 km al sureste de Varsovia. Su población es de 333 habitantes.
Entre 1975 y 1998 perteneció al voivodato de Siedlce.